# Kanzel (St. Thomas an der Kyll)

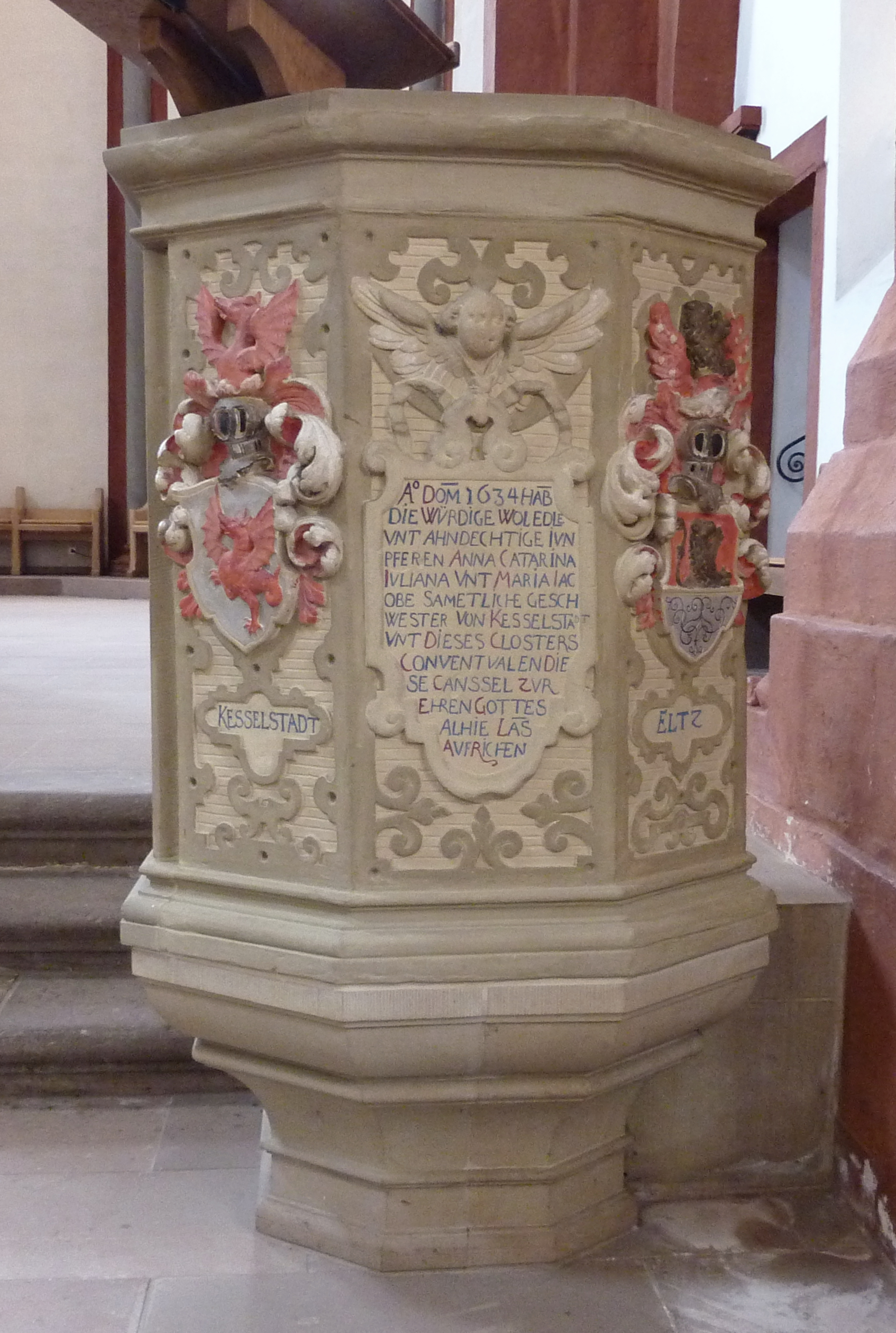
Kanzel in der Kirche St. Thomas an der Kyll (links das Wappen der Familie von Kesselstatt und rechts das Wappen der Familie von Eltz)

Die Kanzel in der ehemaligen Klosterkirche St. Thomas an der Kyll in Sankt Thomas, einer Ortsgemeinde im Eifelkreis Bitburg-Prüm in Rheinland-Pfalz, wurde 1634 geschaffen. 
Die von den Konventualinnen Anna Catarina Juliana und Maria Jacobe von Kesselstatt gestiftete Steinkanzel kam bei der Auflösung des Klosters im Jahr 1802 in die katholische Pfarrkirche St. Simon und Juda in Deudesfeld.
Vermutlich stammt die Kanzel aus dem Refektorium des Klosters. Die steinerne Basis mit kannelierter Säule ist verloren gegangen. 
Ernst Wackenroder schreibt 1928: 

„Ein mit Beschlagmuster bedeckter, breit schwellender vierseitiger Stein trägt als zierliches Übergangskapitell die unten gerade abschließende, ehemals mit drei Seiten aus der Wand vorspringende Kanzel. Das Frontschild mit einem Schriftschild [der Stifterinnen], von einem Engel gehalten, die etwas schmäleren Seiten mit den reich ausgeführten Wappen der Familien von Kesselstatt und von Eltz.“

Heute steht die Kanzel in der ehemaligen Klosterkirche St. Thomas an der Kyll als Lesepult vor dem Chor.